# 東京ベイ舞浜ホテル (企業)
株式会社東京ベイ舞浜ホテル（とうきょうべいまいはまほてる、英: Tokyo Bay Maihama Hotel Corporation）は、東京ベイ舞浜ホテルを運営する企業である。

## 概要
主要取引銀行は千葉銀行と東京スター銀行である。建設資金は東京スター銀行からの単独融資で調達した。
「株式会社東京ベイホテルズ」（東京ベイ舞浜ホテル クラブリゾートを運営していた会社）の傘下にある。
ホテル本体の所有は不動産投資顧問会社のシンプレクスインベストメント、開発を手がけるのはジョーンズ ラング ラサールである。

## 沿革
- 1988年（昭和63年）10月17日 前身会社である「ファーストリゾート」が設立
- 2005年（平成17年）
  - 2月 ホテル開業準備室を設置
  - 5月 会社名を「東京ベイ舞浜ホテル」に変更
  - 7月1日 「東京ベイ舞浜ホテル」の建設工事に着工
- 2006年（平成18年）4月17日　「株式会社東京ベイ舞浜ホテル」・「ディズニー・エンタープライゼズ・インク」・「株式会社オリエンタルランド」の3社間で、「東京ディズニーリゾート・オフィシャルホテル」契約を締結
- 2007年（平成19年）3月3日 「東京ベイ舞浜ホテル」を開業